# Sylviane Roche
Pour les articles homonymes, voir Roche (homonymie).
Sylviane Roche, née le 10 juin 1949 à Paris, est une romancière, essayiste et critique littéraire suisse d'origine française.

## Biographie
Fille de Michel Roche et de l'ethnologue Simone Dreyfus, Sylviane Roche arrive en Suisse à l'âge de vingt ans et s'installe à Lausanne. Après son mariage et la naissance de ses deux enfants, elle entreprend des études de lettres à l'Université de Lausanne et obtient sa licence en 1978. Elle se dirige ensuite vers l'enseignement des littératures française et hispanique qu'elle donne au gymnase cantonal (lycée) de Nyon. 
De 1986 à 2005, Sylviane Roche dirige avec Françoise Fornerod et Daniel Maggetti la revue littéraire Écriture. Tant dans ses nouvelles que dans son œuvre romanesque, un thème prédomine : la destruction irrémédiable par le temps de tous ces petits faits du quotidien et que le souvenir ne peut qu'effleurer. Ce thème est particulièrement bien rendu dans son premier roman, Le salon Pompadour.
Elle écrit des articles de critique littéraire dans divers journaux, et publie des nouvelles, Les passantes (1987) et trois romans : Le salon Pompadour (1990), Septembre (1992) et Le temps des cerises (1997, Prix des auditeurs de la RTS 1998 et Prix franco-européen 1998). En 1998, elle publie, en collaboration avec Marie-Rose De Donno, une histoire de vie, L'Italienne. Dans L'Amour et autres contes (2002), elle dépeint des personnages à un point crucial de leur existence où s'impose le bilan des plus fortes expériences : angoisses, soucis, jalousie, mari volage, amant trop présent… Ces livres sont traduits en plusieurs langues, espagnol, italien, allemand, roumain, grec, albanais.
En 2010, elle publie RSVP : 124 questions à propos du savoir-vivre (Bernard Campiche Éditeur), un recueil de chroniques concernant le savoir-vivre publiées précédemment dans le quotidien Le Temps.
En 2012, elle publie une pièce de théâtre, Le Pari, en collaboration avec Véronique Dreyfus Pagano (Bernard Campiche Éditeur).
Elle a également tenu un blog pendant plusieurs années dans l'hebdomadaire romand L'Hebdo, où elle aborde des sujets de société, et la laïcité en particulier.
Elle est la demi-sœur de l'acteur français Laurent Gamelon.

## Sources
- « Sylviane Roche », sur la base de données des personnalités vaudoises sur la plateforme « Patrinum » de la Bibliothèque cantonale et universitaire de Lausanne.
- A. Nicollier, H.-Ch. Dahlem, Dictionnaire des écrivains suisses d'expression française, vol. 2, p. 754-755
- A.-L. Delacrétaz, D. Maggetti, Écrivaines et écrivains d'aujourd'hui p. 329
- D. Jakubec, D. Maggetti, Solitude surpeuplée un choix de textes, p. 202
- H.-Ch. Dahlem, Sur les pas d'un lecteur heureux guide littéraire de la Suisse, p. 508
- Histoire de la littérature en Suisse romande, sous la dir. de R. Francillon, vol. 4, p. 174-175, 310, 453
- Anna Lietti, Filiations des personnalités racontent leur histoire familiale, p. 477-483. 24 Heures 2003/08/26, p. 25